# Pětiprstka hustokvětá

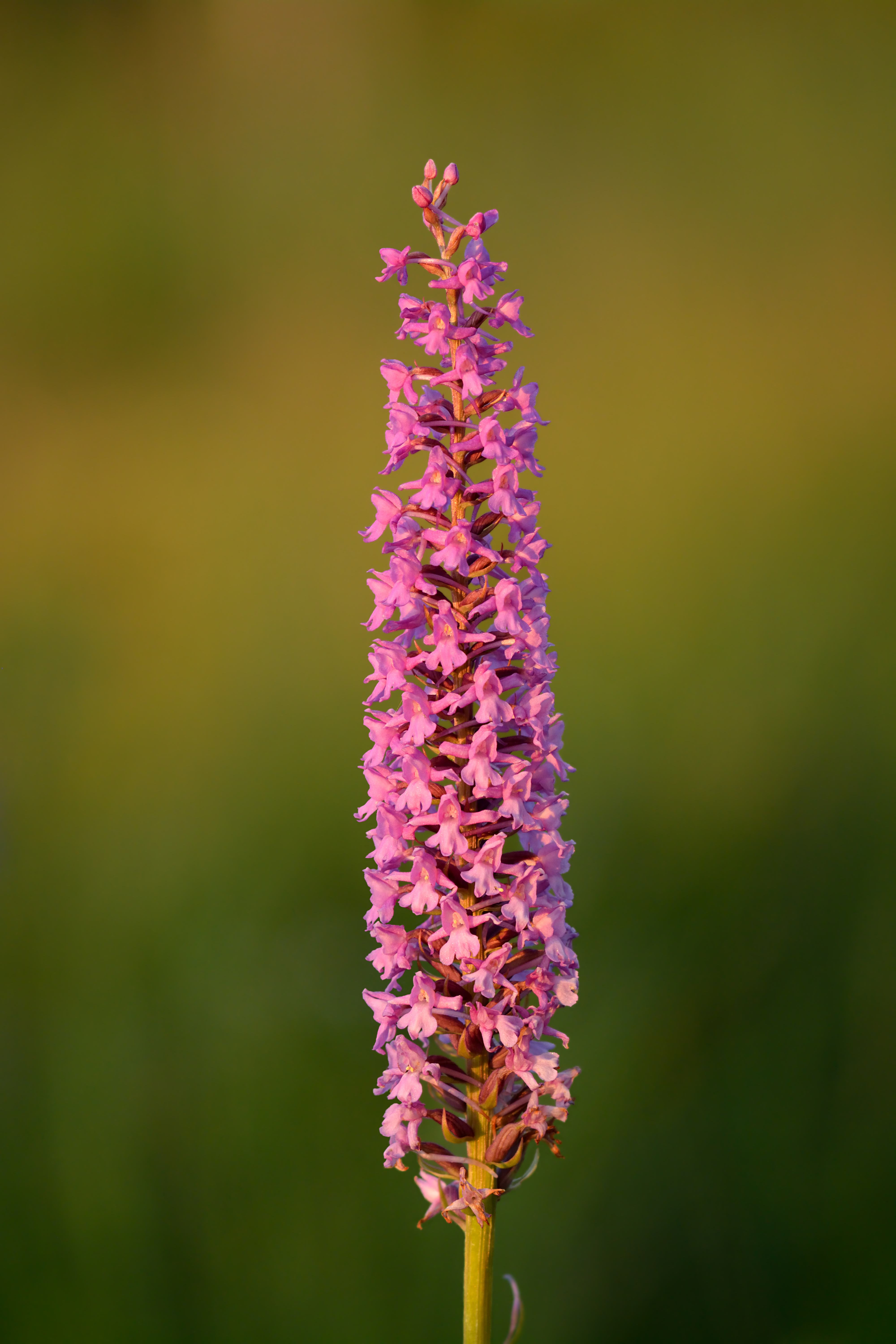
Květenství

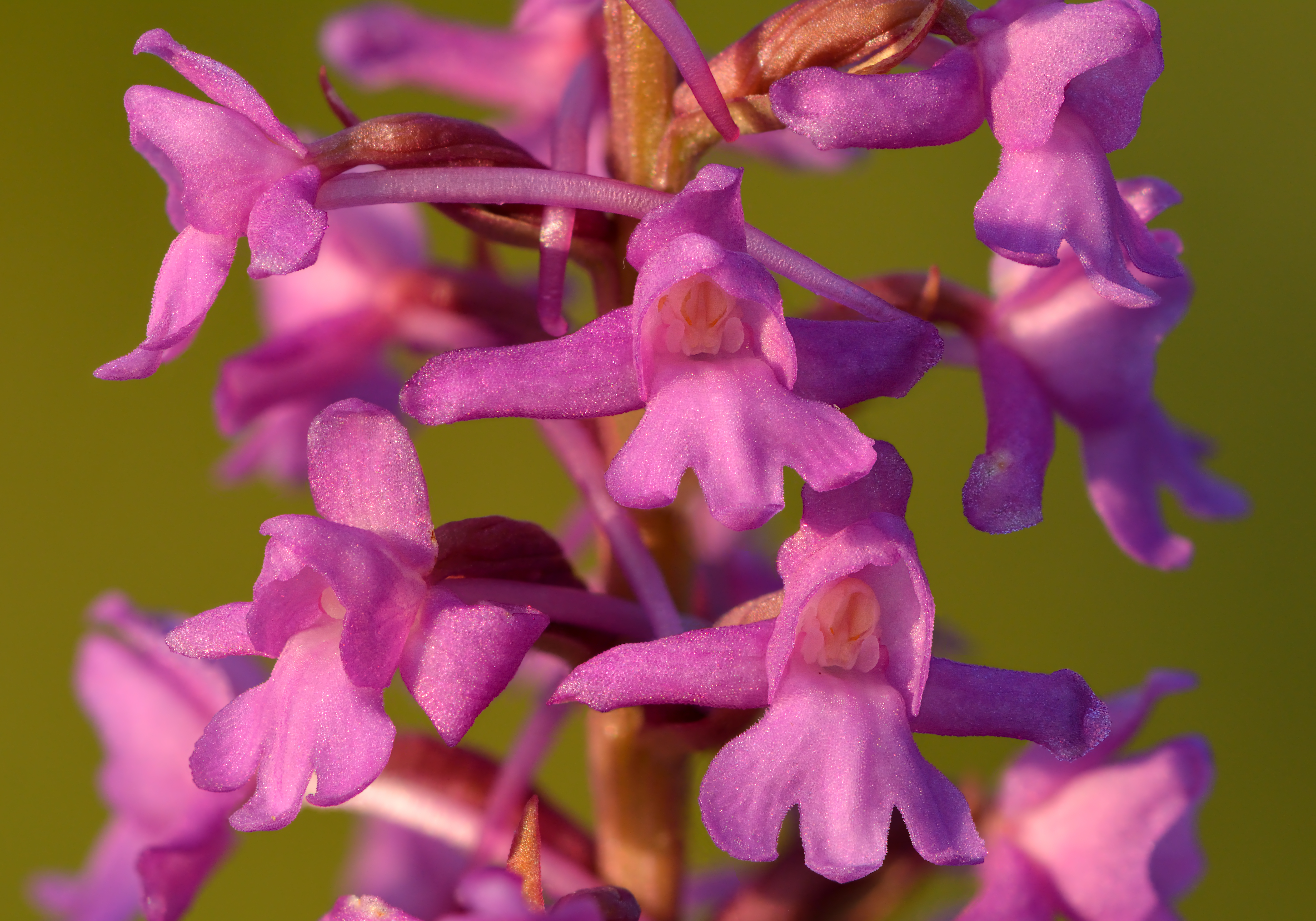
Květy

Pětiprstka hustokvětá (Gymnadenia densiflora) je hlíznatá orchidej, která bývá v době kvetení vysoká půl až téměř jeden metr a v květenství klasu, dlouhém 10 až 30 cm, vystavuje i ke stovce hustě nahloučených, červenofialových květů. Je jednou ze dvou v české krajině rostoucích druhů rodu pětiprstka a přestože je původní druh, je považována za vzácnou, z české krajiny mizející rostlinu.
V minulosti bývala jako Gymnadenia conopsea subsp. densiflora nesprávně považována za poddruh pětiprstky žežulníku, od které se hlavně odlišuje tvarem hustého květenství, stupněm ploidie i podstatně širšími listy.

## Rozšíření
Pětiprstka hustokvětá je evropským druhem, vyskytuje se od Irska a Španělska na západě po Baltské státy na východě a od Švédska na severu po Itálii a oblast Balkánu na jihu.
V České republice se velmi vzácně vyskytuje v nížinách, pahorkatinách i v podhůří. V Čechách roste okolo Tachova, v Polabí a Českém středohoří, na Moravě pak u Kuřimi, Vsetína a v Bílých Karpatech na hranicí se Slovenskem. Protože dlouho nebyla odlišována od pětiprstky žežulníku, její detailní rozšíření ještě není známo.

## Ekologie
Světlomilná bylina rostoucí v české přírodě na vápnitých slatinných loukách, prameništích s  vápenitou vodou, na trávnicích a lesních světlinách na střídavě vlhkých a jen občas vysýchavých půdách. Přednost dává místům na křídových sedimentech bohatých na uhličitan vápenatý. Vyskytuje se převážně na slunných, dlouhodobě podmáčených stanovištích.
Začíná kvést koncem června nebo počátkem července. Obživu získává částečně orchideoidní mykorhizou, paraziticky, hlavně v počátečním stádiu vývoje semenáče. Klíčící semínko totiž nemá potřebnou zásobu živin a dosud nejsou vytvořené zelené orgány s chlorofylem, schopné potřebné živiny, např. uhlík, získat fotosyntézou. Pětiprstka hustokvětá má diploidní chromozomy 2n = 2x = 40.

## Popis
Vytrvala rostlina vysoká 40 až 80 cm s přímou, zelenou, na průřezu zaoblenou lodyhou vyrůstající z podzemní hlízy. Na její základně jsou jeden až dva drobné šupinaté listy a výše, obvykle jen v jedné třetině výšky, tři až šest bylinných listů uspořádaných převážně do dvou řad. Spodní z nich mají pochvu, horní jsou bez pochvy. Čepele jsou úzce kopinaté, mírně kýlovité a zelené až tmavě zelené. Spodní list bývá dlouhý asi 20 cm a široký 2,5 cm, ostatní jsou asi devětkrát delší než širší.
V horní části lodyhy vyrůstá až pět špičatých listenů a nad nimi, ve velmi hustém válcovitém klasu dlouhém až k 30 cm, čtyřicet až sto padesát pyskatých květů. Jsou červenofialové, vysoké 8 až 12 mm, široké 10 až 14 mm a příjemně voní. Ve dvou přeslenech mají šest okvětních lístků, dva venkovní jsou podlouhle vejčité a vodorovně odstávají, třetí s vnitřními lístky vytvářejí přilbu, pysk je široký a mělce třílaločný, tenká ostruha je ohnutá do oblouku. V květu jsou tři tyčinky srostlé s čnělkou ve sloupek, prašníky obsahují pyl slepený v brylkách. Válcovitý spodní semeník vzniklý ze tří plodolistů je zkroucený.
Plod je široce válcovitá tobolka nazelenalé barvy, velká asi 8 mm. Obsahuje velké množství velmi drobných semen, která jsou ve zralostí z otevřené tobolky roznášena větrem. Semena neobsahují téměř žádné zásobní látky a k vyklíčení potřebují dodatečný zdroj živin, který získávají za pomoci orchideoidní mykorhizy. Mimo rozmnožování semeny, což bývá velmi sporadické, se rozšiřuje na svých stanovištích dělením cibulovité hlízy.

## Ohrožení
Pětiprstka hustokvětá se vyskytuje pouze na malém počtu lokalit, ale její populace bývají poměrně stabilní. Potencionální nebezpečí ale představuje především přímá destrukce stanovišť spojená s činnosti stavební (stavění cest, sjezdovek či chat), zemědělskou (odvodňování vlhkých luk, nadměrné hnojení či herbicidy) nebo lesnickou (zalesňování nových ploch, zničení stanovišť při mýcení lesů). Některá místa výskytu mohou být v dlouhodobém horizontu ohrožené expanzi agresivních bylinných rostlin nebo sukcesními změnami, např. rozrůstáním křovin či náletových dřevin. Druh také potřebuje na některých lokalitách pravidelnou "údržbu", spočívající v kosení vzrostlých travin a odstraňování staré biomasy, která brání v růstu mladým rostlinám. Pro snížení možností potencionálního ohrožení je zařazena ve "Vyhlášce MŽP ČR č. 395/1992 Sb. ve znění vyhl. č. 175/2006 Sb." i v "Červeném seznamu ohrožených druhů České republiky z roku 2017" v kategoriích kriticky ohrožený druh (§ 1, C1b).